# Freiherr von Mortczinni
Freiherr von Mortczinni, eigentlich Johann Gottlieb Hermann (* 16. Mai 1742 in Budissin (heute Bautzen); † 179?) war ein deutscher Hochstapler, Autor, Prediger und Lehrer.

## Leben
1771 desertierte er aus der kursächsischen Armee und reiste dann unter verschiedenen Namen umher. Er gab sich zunächst als Baron von Eckhardt aus und behauptete, als Hussit verfolgt zu werden. In Wittenberg wurde er unter dem Namen Friedrich Joseph von Mortczini ein Magister der Philosophie und ein evangelischer Prediger. Ab 1779 gab er sich als Freiherr von Mortczinni aus. Er verfasste einen Reisebericht über eine angebliche Italienreise, den er jedoch aus einem anderen Buch abgeschrieben hatte. 1782 predigte er in Berlin und Stettin und zog danach unter weiteren falschen Behauptungen als Prediger in Preußen, Polen und Litauen herum; er behauptete, als Professor für Mathematik nach St. Petersburg berufen worden zu sein sowie Ritter des St.-Stephans-Ordens zu sein. 1784 wurde er als Schwindler entlarvt und verhaftet, jedoch tauchte er 1786 in Kopenhagen unter dem Namen Pallini auf. Nachdem er neuerlich entlarvt wurde, fristete er dort seine letzten Lebensjahre als Religions- und Sprachlehrer und nannte sich Professor Pöhrmann.

## Schriften
- Vernünftige Gedanken über die geoffenbahrte Religion. Zerbst 1781.
- Die Strafe jugendlichen Leichtsinns, oder Begebenheiten des Grafen von G***, eine wahre Geschichte. Münster 1786.
- Der Mystagog, oder vom Ursprung und Entstehung aller Mysterien und Hieroglyphen der Alten, hergeleitet und aufgesucht von einem ächten Freymaurer. Osnabrück 1789.
- Grundriß zur richtigen Kenntnis der Sphäre und des Planiglobs für die Jugend. Schwerin 1792.